# Brian Patrick Wade
Brian Patrick Wade (* 9. Juni 1978 in Los Angeles, Kalifornien) ist ein US-amerikanischer Schauspieler, der vorwiegend in Fernsehserien auftritt.
Er wurde bekannt durch seine Rollen als Captain Craig „Encino Man“ Schwetje in der Miniserie Generation Kill und als Kurt in The Big Bang Theory.

## Leben
Brian Patrick Wade begann seine Karriere als Fitness-Model und Body-Trainer. Als Schauspieler startete er 2002 mit einer Rolle eines Lap-Dancers in einer Episode von CSI: Miami und als Kim in der letzten Staffel von Sabrina – Total Verhext!.
Neben Fernsehserien wirkte er auch in Filmen mit, so im Film Latter Days (2003), als Fatneck in der Direct-to-DVD-Produktion Girls United Again (2004) und in Jede Sekunde zählt – The Guardian (2006) auf. In der Pilotfolge von The Big Bang Theory trat er 2007 als Pennys Ex-Freund Kurt auf, diese Rolle nahm er in zwei weiteren Folgen erneut auf. In Marvel’s Agents of S.H.I.E.L.D. war Wade ab 2014 wiederkehrend als Carl „Crusher“ Creel zu sehen. Er war 2023 sowohl Darsteller als auch einer der Produzenten des Kurzfilms Luso.
Wade war bis 2016 in erster Ehe und ist seit 2018 in zweiter Ehe verheiratet. Aus der ersten Ehe gingen zwei, aus der zweiten drei Kinder hervor.

## Filmografie (Auswahl)
Film
- 2003: Latter Days
- 2004: Girls United Again (Bring It On Again)
- 2005: Blutige Hochzeit (Death By Engagement)
- 2006: Jede Sekunde zählt – The Guardian (The Guardian)
- 2009: Alligator Point
- 2023: Weihnachten bei den Louds (A Loud House Christmas, Fernsehfilm)
- 2023: Luso (Kurzfilm)

Fernsehserien
- 2002: CSI: Miami (Folge 1x07)
- 2002: Sabrina – Total Verhext! (Sabrina, the Teenage Witch, Folge 7x08)
- 2003, 2009: Navy CIS (NCIS, 2 Folgen, verschiedene Rollen)
- 2005: Las Vegas (Folge 2x16)
- 2005: Surface – Unheimliche Tiefe (Surface, Folge 1x01)
- 2006: Twenty Good Years (Folge 1x13)
- 2006: Two and a Half Men (Folge 4x03)
- 2007: The Closer (Folge 3x06)
- 2007–2009: The Big Bang Theory (3 Folgen)
- 2008: Generation Kill (Miniserie, 7 Folgen)
- 2009: The Game (Folge 3x13)
- 2012: Navy CIS: L.A. (NCIS: Los Angeles, Folge 3x19)
- 2012: The Glades (Folge 3x01)
- 2013: Arrested Development (Folge 4x14)
- 2013: Teen Wolf (5 Folgen)
- 2014: The Mentalist (Folge 6x12)
- 2014–2018: Marvel’s Agents of S.H.I.E.L.D. (9 Folgen)